# Alida Valli
Pour les articles homonymes, voir Altenburger et Valli (homonymie).
Alida Maria Laura Altenburger von Markenstein und Frauenberg, connue sous le nom d'Alida Valli, est une actrice italienne née le 31 mai 1921 à Pula, en Istrie, et morte le 22 avril 2006 à Rome.
Elle a joué dans plus de 100 films en 70 ans de carrière, des années 1930 au début des années 2000. Elle est d'abord une étoile montante dans le cinéma des téléphones blancs ou du calligraphisme comme Le Mariage de minuit (1941) qui lui vaut un prix spécial de la meilleure interprétation à la Mostra de Venise puis elle devient une vedette internationale dans l'après-guerre, notamment grâce à ses prestations dans Le Procès Paradine (1947) d'Alfred Hitchcock, Le Troisième Homme (1949) de Carol Reed, Senso (1954) de Luchino Visconti, Le Cri (1957) de Michelangelo Antonioni, Les Yeux sans visage (1960) de Georges Franju ou Une aussi longue absence (1961) d'Henri Colpi qui remporte la Palme d'or du Festival de Cannes et le prix Louis-Delluc. Selon Frédéric Mitterrand, Valli était la seule actrice en Europe à égaler Marlene Dietrich ou Greta Garbo.
Elle est une actrice polyvalente et appréciée des années 1960 et 1970 chez Claude Chabrol (Ophélia, 1963), Pier Paolo Pasolini (Œdipe roi, 1967), Valerio Zurlini (Le Professeur, 1972), Patrice Chéreau (La Chair de l'orchidée, 1975) et à trois reprises chez Bernardo Bertolucci (La Stratégie de l'araignée, 1970 ; 1900, 1976 ; La luna, 1979). Elle devient également une habituée des gialli et des films d'épouvante à l'italienne tels que L'Œil du labyrinthe (1972) de Mario Caiano, Lisa et le Diable (1973) de Mario Bava, L'Antéchrist (1974) d'Alberto De Martino, ainsi que Suspiria (1977) et Inferno (1980) de Dario Argento.
De son vivant, Valli a reçu l'Ordre du Mérite de la République italienne ainsi que le Lion d'or pour l'ensemble de sa carrière à la Mostra de Venise 1997 pour sa contribution au cinéma.

## Biographie

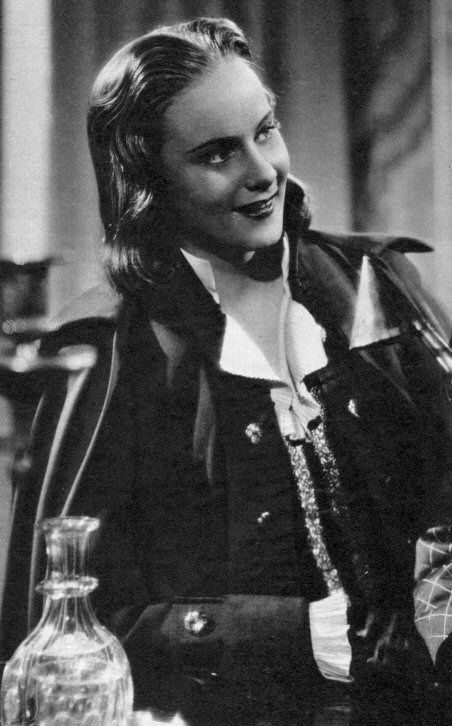
Alida Valli dans Plus fort que l'amour (1940).

Alìda est née à Pula d'une mère istrienne, la pianiste Silvia Obrekar, et d'un père trentin, professeur de philosophie et critique musical d'extraction aristocratique, le baron Gino Altenburger von Marckenstein und Frauenberg, qui appartenait à une famille noble d'origine tyrolienne,. Son grand-père paternel était le baron Luigi Altenburger (ou Altempurger), un Austro-Italien de Trente, descendant des comtes d'Arco ; sa grand-mère paternelle était Elisa Tomasi de Trente, une cousine du sénateur romain Ettore Tolomei. La mère de Valli, Silvia Oberecker Della Martina, née à Pula, était une femme au foyer « culturellement sophistiquée », d'origine mi-slovène mi-italienne,. La mère de Valli était la fille de Felix Oberecker (ou Obrekar), originaire de Laibach, en Autriche (aujourd'hui Ljubljana, en Slovénie), et de Virginia Della Martina, originaire de Pula, en Istrie (qui faisait alors partie de l'Autriche). Le grand-oncle maternel de Valli, Rodolfo, était un ami proche de Gabriele D'Annunzio.
Sa famille a quitté l'Istrie avant le début des persécutions anti-italiennes. À l'âge de 8 ans, elle s'installe avec sa famille sur le lac de Côme et, malgré plusieurs voyages et déménagements, ne reviendra jamais dans sa ville natale. Les nouvelles qu'elle reçoit des massacres des foibe en Istrie l'ont durement éprouvée : « Je ne me sens pas privilégiée d'avoir été épargnée par ce qui est arrivé aux Istriens à la fin de la guerre : déplacements forcés, confiscation des biens et souvent la mort. Bien qu'éloignée, j'ai souffert avec eux ». Dans son journal, elle exprime un grand regret pour Pula : « J'ai choisi de ne jamais retourner à Pula », trop de chagrin. La ville de sa naissance, Pula, est devenue yougoslave en 1945 puis croate en 1991 mais Alida Valli s'est toujours considérée italienne. En 2004, la Croatie a décidé de l'honorer en tant que grande artiste croate, mais elle a refusé le prix en déclarant : « Sono nata italiana e voglio morire italiana » (litt. « Je suis née italienne et je veux mourir italienne »).
En 1936, elle adopte le nom de famille Valli, choisi, semble-t-il, après avoir consulté au hasard un annuaire téléphonique. Le nom d'origine était en effet difficile à prononcer pour les italiens et elle avait besoin d'un nom plus charmant pour le public.
Au cours de ses premières années à Rome, elle rencontre l'aviateur Carlo Cugnasca (pt) (né en Suisse le 22 août 1913), qu'elle avait connu quelques années auparavant, et ils se fiancent. Malheureusement, le lieutenant de Côme meurt dans le ciel de Tobrouk, en Libye italienne, le 14 avril 1941.
Peu avant la fin de la guerre, elle rencontre le musicien et compositeur Oscar De Mejo, qu'elle épouse et avec lequel elle a deux fils : Carlo, également acteur, et Lorenzo, qui a suivi les traces de son père et est devenu musicien de jazz, ; après huit ans, ils divorcent. Au début des années 1950, elle se fiance avec Piero Piccioni, grand ami et collègue de son premier mari, mais la relation ne dure pas, notamment en raison de la pression médiatique créée par l'affaire Wilma Montesi, qui implique le musicien lui-même, fils d'un ministre de l'époque. C'est sur le tournage de Senso (1954) qu'elle rencontre Giancarlo Zagni, assistant réalisateur de son état, grâce auquel elle fait ses débuts au théâtre et qui sera son compagnon pendant une quinzaine d'années.

### Débuts au cinéma dans la période fasciste

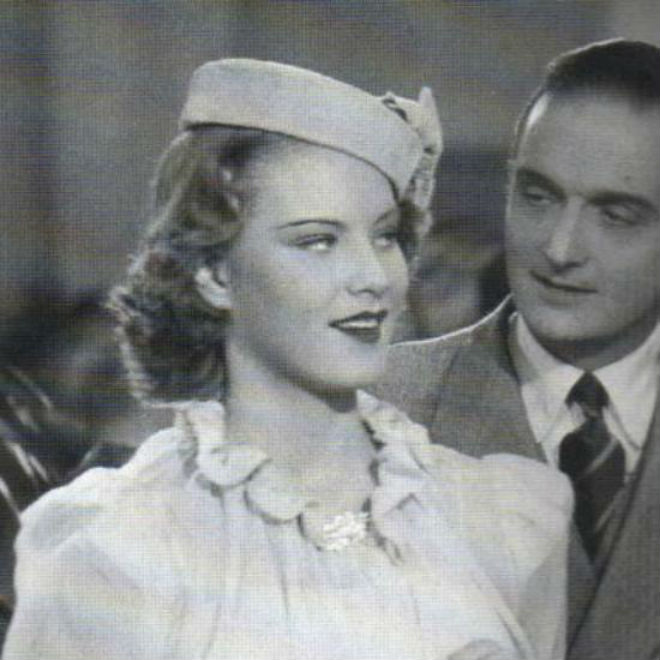
Alida Valli dans Mille Lires par mois (1939).

Elle suit des cours au Centro sperimentale di cinematografia et fait ses débuts sur le grand écran très jeune, en jouant des rôles de protagoniste dès le début. Il s'agit de films légers, mais qui remportent un grand succès auprès du public, grâce auquel elle devient rapidement l'étoile montante du cinéma italien pendant la période fasciste. Son premier rôle lui est offert par Mario Bonnard dans Le Féroce Saladin en 1937. C'est d'ailleurs ce réalisateur qui a choisi son nom d'artiste. Elle signa ensuite un contrat à long terme avec Italciné. Le début de sa carrière se déroule devant les caméras des grands réalisateurs italiens de l'époque, Mario Camerini et Goffredo Alessandrini, bien sûr (période des Téléphones blancs oblige), mais aussi Mario Bonnard, Max Neufeld, Mario Mattoli, Carmine Gallone et Mario Soldati. Parmi les titres les plus remarquées, citons Mille Lires par mois (1939) et Leçon de chimie à neuf heures (1941).

### Pendant la guerre
Entre 1941 et 1943, pour le réalisateur Mario Mattoli, elle joue dans trois films réalisés l'un après l'autre et définis comme « les films qui parlent au cœur » : Lumières dans les ténèbres, Chaînes invisibles et Ce soir, rien de nouveau, où elle interprète la célèbre chanson Ma l'amore no (de Michele Galdieri (it) et Giovanni D'Anzi), qui devient la chanson italienne la plus diffusée par l'EIAR pendant les deux dernières années les plus sombres de la guerre.
Ce sont des années de travail intense, au cours desquelles arrivent également des scénarios dramatiques. Après le rôle de Manon dans Manon Lescaut de Carmine Gallone (1940), c'est au tour du rôle de Luisa dans Le Mariage de minuit de Mario Soldati (1941), où elle fera montre d'une qualité de jeu dramatique peu ordinaire, qui lui vaut à la Mostra de Venise un prix spécial du comte Giuseppe Volpi en tant que meilleure actrice italienne de l'année. C'est grâce à ce film, parfois désigné comme appartenant au genre calligraphiste,, que l'actrice change de registre, elle déclare en effet dans une interview qu'elle a cessé de « jouer » pour commencer à « interpréter ». La même année, elle perd son fiancé Carlo Cugnasca, tombé à la guerre.

### Nous, les vivants

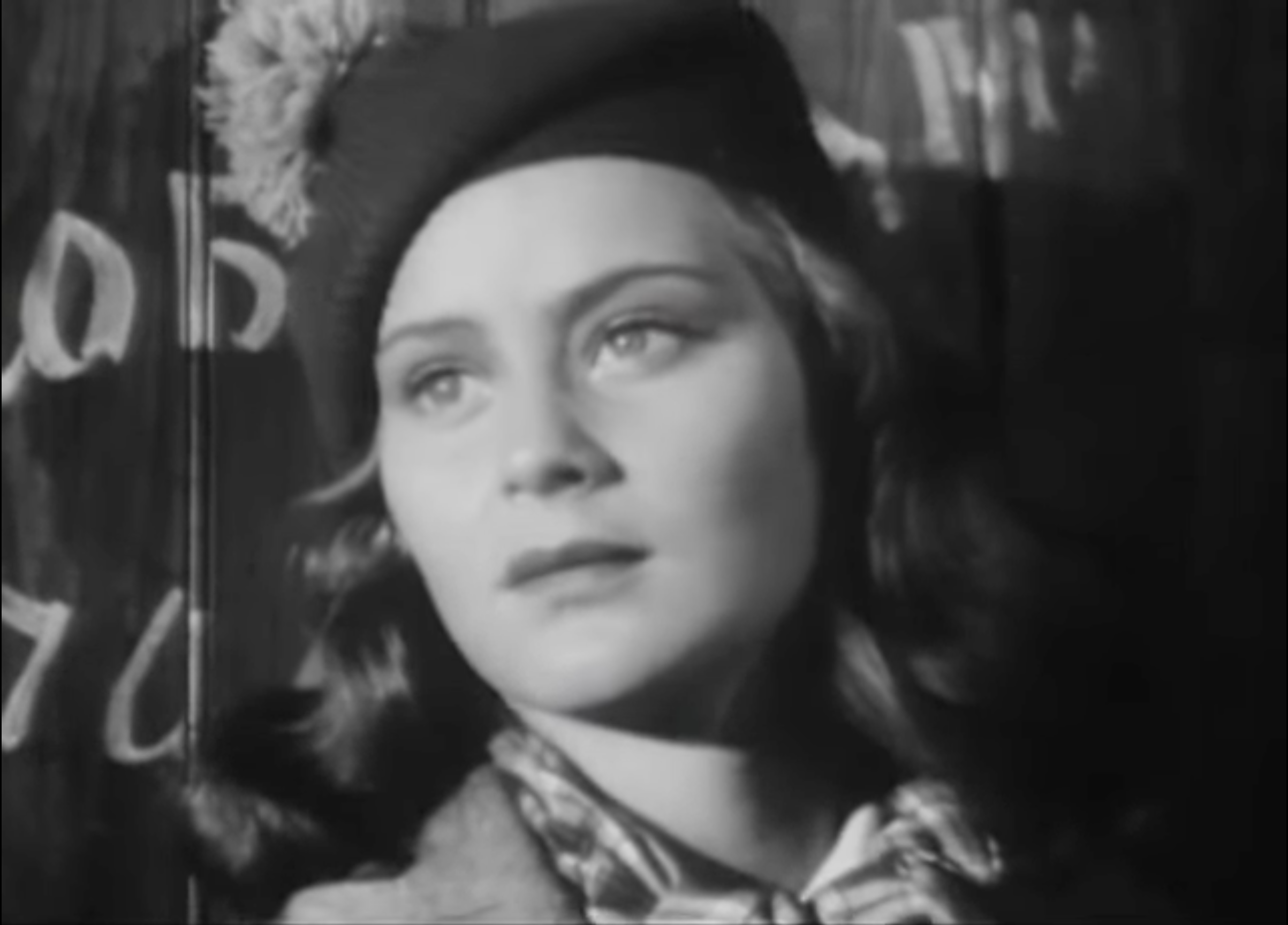
Alida Valli dans Nous, les vivants (1942).

En 1942, elle figure dans l'adaptation du roman américain d'Ayn Rand Nous, les vivants par Goffredo Alessandrini, présenté à la Mostra de Venise comme une seule œuvre mais distribué en deux parties (Noi vivi et Addio Kira!) en raison de sa durée supérieure à 3 heures. Ayant les qualités dignes d'être un film épique, Alessandrini et Majano décident d’écrire le scénario basé directement sur le roman sans avoir obtenu les droits de propriété car, à l’époque, l'Italie et les États-Unis étaient en guerre, une situation qui les empêchait d’obtenir les droits.
Le film d'Alessandrini a connu une histoire paradoxale avec la censure. Généralement considéré, malgré le démenti ultérieur du réalisateur, comme une œuvre de propagande anticommuniste et donc favorable au régime à l'heure où les troupes italiennes combattent en Union soviétique, il a ensuite été contesté et interdit cinq mois après sa sortie. Selon l'historien Jean Antoine Gili, il s'agit d'un « oubli de la censure. Elle ne s'était pas rendu compte que le film dépeignait une atmosphère dictatoriale plus proche de l'Italie fasciste que de la Russie soviétique ».
Contrairement à d'autres collègues, à l'automne 1943, l'actrice, pour ne pas jouer dans des films de propagande fasciste, refuse de se rendre dans les studios de cinéma de Cinevillaggio à Venise, ville située à l'époque dans la République de Salò, et reste donc à Rome, où elle se cache avec l'aide de ses amies Leonor Fini et Luciana d'Avack,.

### Passage éclair à Hollywood

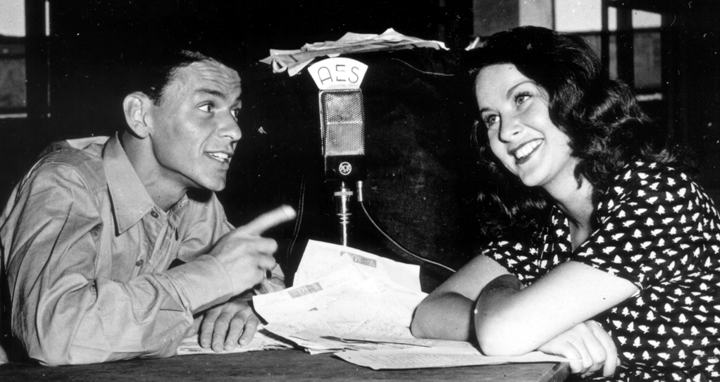
Frank Sinatra et Alida Valli dans les années 1940.

Après son mariage et la naissance de son premier enfant en 1947, son interprétation d'Eugénie Grandet dans le film éponyme de Mario Soldati lui vaut le Ruban d'argent de la meilleure actrice. Le prix lui est remis à Los Angeles, où elle a été appelée par le producteur David O. Selznick, qui entend faire d'elle l'« Ingrid Bergman italienne » et lui offre un contrat de sept ans. Le public américain la connaît simplement sous le nom de « Valli », écrit en cursive, une habitude prise au générique de ses films américains « pour la rendre encore plus exotique ». L'actrice va se plaindre de cet état de fait : « Je me sens ridicule quand je me promène avec un seul nom », dit-elle. « Les gens me confondent avec Rudy Vallée ».
De cette période datent, entre autres, Le Procès Paradine (1947), aux côtés de Gregory Peck, réalisé par Alfred Hitchcock, qui a toujours eu des mots de grande admiration pour l'actrice italienne, Le Miracle des cloches (1948) d'Irving Pichel, dans lequel elle est associée à Frank Sinatra, et Le Troisième Homme (1949) de Carol Reed, aux côtés de Joseph Cotten et d'Orson Welles.
L'actrice ne supporte pas les règles que lui impose le producteur, réputé pour vouloir avoir un contrôle total sur ses acteurs, et elle obtient la résiliation de son contrat, même si c'est au prix d'une lourde amende de 150 000 dollars américains,. Peu satisfaite du système hollywoodien et séparée de son mari Oscar de Mejo, un an après avoir donné naissance à un second fils à Los Angeles, Lorenzo dit « Larry », Alida Valli retourne seule en Italie, sa mère patrie, avec ses deux fils, Carlo De Mejo, Lorenzo De Mejo, en 1953, et elle s'installe définitivement à Rome.
Le critique britannique David Shipman a écrit dans son ouvrage sur les vedettes de cinéma que sur la base de ses films les plus connus avant 1950, elle pourrait sembler être « l'une des importations européennes les moins réussies d'Hollywood », mais qu'un spectateur de « deux ou trois des films qu'elle a tournés depuis lors... » la considérera probablement comme l'une des six meilleures actrices au monde.

### Visconti, Antonioni

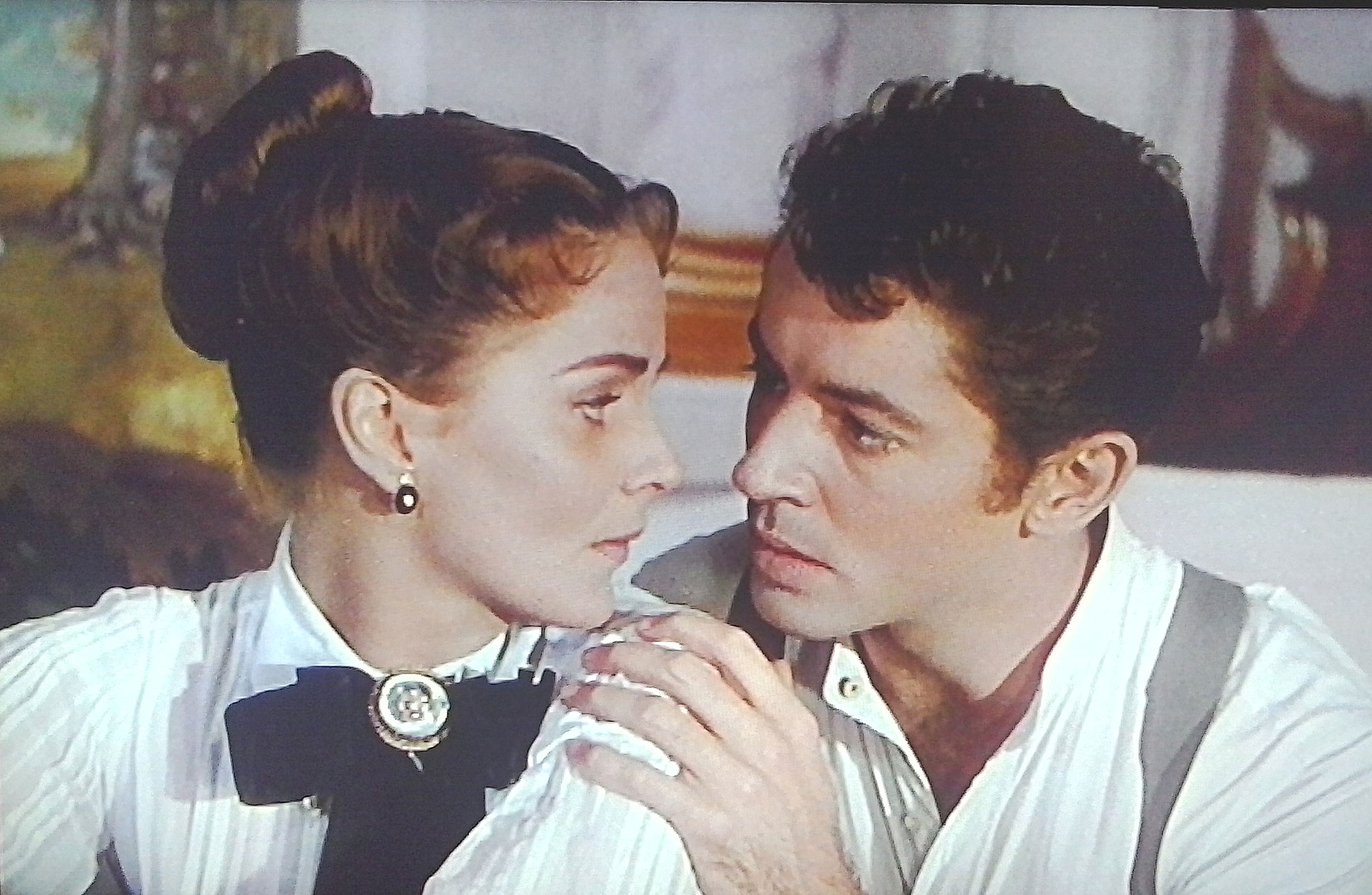
Alida Valli et Farley Granger dans une scène de Senso (1954).

A partir de 1951 elle va travailler avec des réalisateurs italiens ou français. Les réalisateurs italiens seront Mario Soldati à nouveau, Gianni Franciolini et, surtout, les deux « grands » que sont Luchino Visconti, qui lui confie le rôle principal de Senso, en 1954, et Michelangelo Antonioni qui la fait jouer dans Le Cri, en 1957. Dans l'intervalle entre ces deux films (1954-1957) éclate le scandale Montesi. La carrière cinématographique de Valli a souffert du scandale entourant la mort de Wilma Montesi, dont le corps a été retrouvé sur une plage publique près d'Ostie. Une longue enquête s'ensuivit, impliquant des allégations d'orgies sexuelles et de drogue dans la société romaine. Parmi les accusés — qui ont tous été acquittés, laissant l'affaire non résolue — se trouvait l'amant de Valli, le musicien de jazz Piero Piccioni (fils du ministre italien des Affaires étrangères Attilio Piccioni).
Son rôle dans Senso sera particulièrement remarqué. A l'origine, le rôle de la comtesse Livia Serpieri, impliquée dans une liaison torride avec un officier autrichien en plein Risorgimento, devait être attribué à Ingrid Bergman. Même si le public bouda le film à l'époque, cette histoire flamboyante de deux amants maudits qui dépeint l'agonie de deux classes et fait se conjuguer marxisme et aristocratisme, néo-réalisme et lyrisme décadent, a été largement réévalué depuis sa sortie comme une œuvre « indispensable »,.
Le Cri est l'occasion pour Antonioni de poser un regard inédit sur le monde de la classe ouvrière en mettant en scène le personnage d'Aldo (Steve Cochran), un journalier du nord de l'Italie que quitte Irma (Alida Valli) et qui se mettre à voyager à travers l'Italie avec sa fille. Le film atteint une « grandeur tragique. L'œuvre entière tend au hurlement final, s'y rassemble et s'y déchire, instantanément saisie dans sa plénitude et son achèvement aigu, presque abstrait, comme le sommet de la pyramide », ici symbolisé par le cri d'Irma (Alida Valli) assistant à la chute mortelle d'Aldo. « Le visage de la femme, serré dans ses mains, nous rappelle le célèbre tableau de Munch qui donne aussi son titre au film. ».

### Une vedette également en France
Alida Valli tournera ces années-là avec de nombreux cinéastes français, tel Yves Allégret (Les miracles n'ont lieu qu'une fois, 1951), Henri Decoin (Les Amants de Tolède, 1953), Roger Vadim (Les Bijoutiers du clair de lune, 1958), René Clément (Barrage contre le Pacifique, 1958), Yves Robert (Signé Arsène Lupin, 1959), Jacques Deray (Le Gigolo, 1960), Claude Chabrol (Ophélia, 1963). En 1960, elle incarne la prieure Thérèse de Saint-Augustin dans le film de Philippe Agostini Le Dialogue des Carmélites, d'après la pièce de Georges Bernanos.
Mais son rôle le plus notable en France est probablement celui de Louise dans Les Yeux sans visage, l'assistante d'un chirurgien (Pierre Brasseur) qui enlève des jeunes filles pour les défigurer et ainsi greffer leurs peaux sur le visage de sa propre fille (Édith Scob), elle-même mutilée dans un accident. Jean-Luc Godard avait décrit le réalisateur Georges Franju en ces termes : « Franju cherche la folie derrière le réalisme parce que c'est pour lui le seul moyen de redécouvrir le vrai réalisme derrière celui de cette folie ». Les trois protagonistes jouent d'un jeu atone et d'une tristesse ou d'une violence intériorisées. Le film compte parmi les rares incursions du cinéma français dans le cinéma d'épouvante fantastique, héritier du réalisme poétique d’avant-guerre mais aussi du surréalisme.

Avec Yves Montand dans Un dénommé Squarcio (1957).

Frédéric Mitterrand était particulièrement admiratif de l'actrice : « une des plus grandes actrices de notre temps » qui ne se comparait qu'à Greta Garbo ou Marlene Dietrich.

### Pasolini, Bertolucci, Argento et la Palme d'or
Sa notoriété s'est consolidée sous la direction de réalisateurs tels que Gillo Pontecorvo dans Un dénommé Squarcio (1957), Franco Brusati dans Le Désordre (1962) ou Pier Paolo Pasolini dans Œdipe roi (1967), dans lequel elle joue le rôle de Mérope, la mère adoptive d'Œdipe. Dans Une aussi longue absence (1961) d'Henri Colpi d'après un scénario coécrit par Marguerite Duras, elle incarne la tenancière d'un café qui croit reconnaître dans un vagabond (Georges Wilson) son mari emprisonné des années plus tôt par les nazis et jamais revenu. Au Festival de Cannes 1961, le film remporte la Palme d'or ex-aequo avec Viridiana de Luis Buñuel.
Dans les années 1970, elle se révèle une actrice très polyvalente, travaillant aux côtés d'Alain Delon dans Le Professeur (1972) de Valerio Zurlini, aux côtés de Simone Signoret dans La Chair de l'orchidée (1974), aux côtés d'Elke Sommer et Telly Savalas dans Lisa et le Diable (1973) de Mario Bava, avec Carla Gravina dans L'Antéchrist d'Alberto De Martino, avec Gian Maria Volonté dans La Stratégie de l'araignée (1970) de Bernardo Bertolucci ainsi qu'aux côtés de Gérard Depardieu et Robert De Niro dans le film épique 1900 (1976) du même Bertolucci.
Avec Giuseppe Bertolucci, elle participe en 1977 au premier film de Roberto Benigni, Berlinguer ti voglio bene, dans lequel elle incarne la mère du personnage principal et utilise souvent des mots vulgaires et grossiers ; Dario Argento lui confie en revanche deux rôles inquiétants dans Suspiria (1977) et Inferno (1980) ; dans le premier, elle incarne Mlle Tanner, une des professeures qui enseigne la danse classique à l'héroïne Suzy Banner (Jessica Harper) dans une école ensorcelée à Fribourg-en-Brisgau ; dans le second, elle interprète Carol, la concierge d'une maison hantée à New York entourée de ses chats.

### Télévision et théâtre

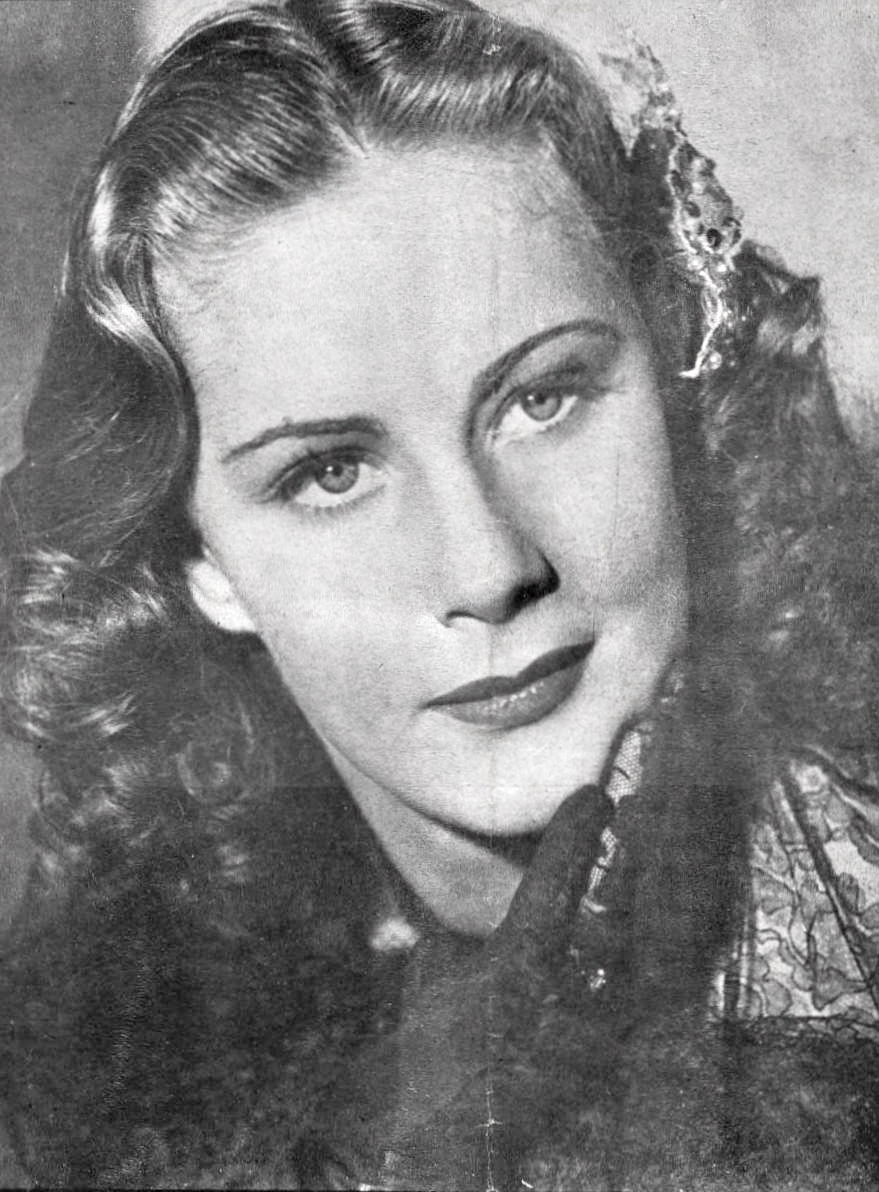
Alida Valli dans La Taverne rouge (1940).

Toujours en 1980, elle joue dans le téléfilm L'eredità della priora d'Anton Giulio Majano. En 1983, elle joue dans le feuilleton Piccolo mondo antico, réalisé par Salvatore Nocita, cette fois dans le rôle de la Marquise Maironi.
En 1991, elle reçoit le David di Donatello pour l'ensemble de sa carrière (elle en avait déjà reçu un en 1982 en tant que meilleure actrice), et en 1997 le Lion d'or pour l'ensemble de sa carrière à la Mostra de Venise.
Au milieu des années 1950, elle commence une carrière théâtrale dans (entre autres) des œuvres d'Ibsen, Tchekhov, Shakespeare, O'Neill, Pirandello, D'Annunzio, Sartre, Williams, Miller et Marlowe, en Italie, en France et aux États-Unis. Elle travaille pendant deux ans en Amérique du Sud et au Mexique où elle tourne plusieurs séries de téléfilms (telenovelas), et elle participe en 1963 au fameux Manolo Fabregas Show. À la télévision italienne, elle conduit son propre spectacle Music Rama, avec des chansons de films.

### Dernières années et mort
Son dernier film, Semana Santa de Pepe Danquart, fut tourné en 2001 à Séville, en Espagne. Elle a connu des problèmes financiers au cours des dernières années de sa vie, à tel point qu'elle s'est vu accorder une rente viagère en vertu de la loi Bacchelli en 2003,.
Elle a tourné plus de 100 films pour le cinéma,, participé à plus de 30 productions de télévision (émissions télévisées et téléfilms, sans compter les feuilletons), et à plus de 30 productions de théâtre comptant plusieurs centaines de représentations.
Elle est décédée à son domicile de Rome le 22 avril 2006, à l'âge de 84 ans ; le 24 avril, la chambre funéraire a été installée dans la protomothèque du Capitole ; après la commémoration laïque, les funérailles religieuses ont été célébrées l'après-midi du même jour dans la basilique Santa Maria in Aracoeli, en présence de nombreuses personnes ordinaires et de nombreux visages du monde du cinéma et de la politique ; après six mois d'attente à la recherche d'une sépulture, l'actrice a été enterrée dans une niche du cimetière communal monumental de Campo Verano à Rome,,.

## Postérité et hommages

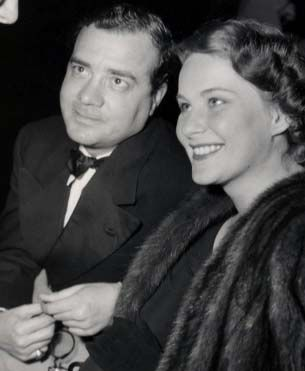
Oscar De Mejo et Alida Valli en 1944.

- En 2008, une salle de cinéma[47] de sa ville natale, Pula, a été baptisée en son honneur.

- En 2008, son neveu Pierpaolo De Mejo lui consacre un court hommage, Come diventai Alida Valli[48].

- En 2010 et 2011, le Festival international du film de Bari a décerné un prix portant le nom d'Alida Valli pour la révélation de la jeune actrice (2009) et pour la meilleure actrice dans un second rôle parmi les films du festival.

- En 2020, le cinéaste Mimmo Verdesca (it) réalise un documentaire sur sa vie, intitulé Alida, produit par Kublai Film et Venicefilm, en association avec l'Istituto Luce Cinecittà et en collaboration avec Rai Cinema. Alida met en vedette Giovanna Mezzogiorno, Roberto Benigni, Charlotte Rampling, Vanessa Redgrave, Dario Argento, Bernardo Bertolucci entre autres personnalités. Le film a été officiellement sélectionné au Festival de Cannes dans la section Cannes Classics 2020[49],[50],[51] et a été présenté en avant-première au Festival du film de Rome 2020.

- En 2022, Rai Storia a diffusé un programme intitulé Il segno delle donne et produit par Anele, consacré à sept femmes italiennes qui ont marqué le XXe siècle ; le premier épisode est consacré à Alida Valli[52].

## Filmographie

### Actrice de cinéma

#### Années 1930
- 1934 : Le Tricorne (Il cappello a tre punte) de Mario Camerini : (non créditée)
- 1936 : Les Deux Sergents (I due sergenti) d'Enrico Guazzoni : une vendeuse « Au bon marché »
- 1937 : Le Féroce Saladin (Il feroce Saladino) de Mario Bonnard : Dora Florida / la belle Sulamita
- 1937 : Sono stato io! de Raffaello Matarazzo : Lauretta
- 1937 : L'ultima nemica d'Umberto Barbaro :
- 1938 : La Maison du péché (La casa del peccato) de Max Neufeld : la fille
- 1938 : L'ha fatto una signora de Mario Mattoli : Maria Sardo
- 1938 : L'amor mio non muore! de Giuseppe Amato : Maria d'Alba
- 1939 : Absence injustifiée (Assenza ingiustificata) de Max Neufeld : Vera Fabbri
- 1939 : Bal au château (Ballo al castello) de Max Neufeld : Greta Larsen
- 1939 : Mille Lires par mois (Mille lire al mese) de Max Neufeld : Magda

#### Années 1940
- 1940 : La Première Femme qui passe (La prima donna che passa) de Max Neufeld : Gabrielle de Vervins
- 1940 : Plus fort que l'amour (Oltre l'amore) de Carmine Gallone : Vanina Vanini
- 1940 : La Taverne rouge (Taverna rossa) de Max Neufeld : Susanna Sormani
- 1940 : Manon Lescaut de Carmine Gallone : Manon Lescaut
- 1941 : La Maîtresse secrète (L'amante segreta) de Carmine Gallone : Renata Croci
- 1941 : Leçon de chimie à neuf heures (Ore 9 lezione di chimica) de Mario Mattoli : Anna Campolmo
- 1941 : Lumières dans les ténèbres (Luce nelle tenebre) de Mario Mattoli : Marina Ferri
- 1941 : Le Mariage de minuit (Piccolo mondo antico) de Mario Soldati : Luisa Rigey Maironi
- 1942 : Ce soir, rien de nouveau (Stasera niente di nuovo) de Mario Mattoli : Maria
- 1942 : Nous, les vivants (Noi vivi ou Addio Kira!) de Goffredo Alessandrini: Kira Argounova
- 1942 : Les Deux orphelines (Le due orfanelle) de Carmine Gallone : Enrichetta
- 1942 : Chaînes invisibles (Catene invisibili) de Mario Mattoli : Elena Silvagni
- 1943 : Apparition (Apparizione) de Jean de Limur : Andreina
- 1943 : Je t'aimerai toujours (T'amerò sempre) de Mario Camerini : Adriana
- 1943 : Tragique destin (I pagliacci) de Giuseppe Fatigati : Giulia
- 1944 : Circo equestre Za-bum de Mario Mattoli, segments : Jalousie (Gelosia), Le Facteur (Il postino) et Galop final au cirque (Galop finale al circo)
- 1945 : Le Chant de la vie (Il canto della vita) de Carmine Gallone : Giovanna
- 1945 : La Vie recommence (La vita ricomincia) de Mario Mattoli : Patrizia Martini
- 1946 : Eugénie Grandet, de Mario Soldati : Eugénie Grandet
- 1947 : Le Procès Paradine (The Paradine Case) d'Alfred Hitchcock : Maddalena Anna Paradine
- 1948 : Le Miracle des cloches (The Miracle of the Bells) d'Irving Pichel : Olga Treskovna
- 1949 : Le Troisième Homme (The Third Man) de Carol Reed : Anna Schmidt

#### Années 1950
- 1950 : L'Étranger dans la cité (Walk Softly, Stranger) de Robert Stevenson : Elaine Corelli
- 1950 : La Tour blanche (The White Tower) de Ted Tetzlaff : Carlo Alton
- 1951 : Les Miracles n'ont lieu qu'une fois (I miracoli non si ripetono) d'Yves Allégret : Claudia
- 1953 : Les Anges déchus (Il mondo le condanna) de Gianni Franciolini : Renata Giustini
- 1952 : Rapt à Venise (La mano dello straniero) de Mario Soldati : Roberta Gleukovitch
- 1953 : Nous les femmes (Siamo donne) segment Alida Valli de Gianni Franciolini : Alida
- 1953 : Les Amants de Tolède (El tirano de Toledo) d'Henri Decoin et Fernando Palacios : Inés de Arévalo
- 1954 : Senso de Luchino Visconti : la comtesse Livia Serpieri
- 1957 : Le Cri (Il grido) de Michelangelo Antonioni : Irma
- 1957 : Un dénommé Squarcio (La grande strada azzurra) de Gillo Pontecorvo : Rosetta
- 1958 : L'Homme en culottes courtes (L'uomo dai calzoni corti) de Glauco Pellegrini : Carolina
- 1958 : Les Bijoutiers du clair de lune de Roger Vadim : Tante Florentine
- 1958 : Barrage contre le Pacifique (This Angry Age) de René Clément : Claude
- 1959 : Signé Arsène Lupin (Il ritorno di Arsenio Lupin) d'Yves Robert : Aurélia Valéano
- 1959 : Les Yeux sans visage (Occhi senza volto) de Georges Franju : Louise

#### Années 1960
- 1960 : Le Gigolo de Jacques Deray : Agathe
- 1960 : Le Séducteur (Il peccato degli anni verdi), de Leopoldo Trieste : la mère d'Elena Giordani
- 1960 : Le Dialogue des carmélites de Philippe Agostini et Raymond Leopold Bruckberger : Mère Thérèse de Saint-Augustin
- 1961 : Une aussi longue absence (L'inverno ti farà tornare) d'Henri Colpi : Thérèse Langlois
- 1961 : Les Joyeux Voleurs (The Happy Thieves) de George Marshall : Duchesse Blanca
- 1962 : La Fille du torrent de Hans Herwig : Livia Boissière
- 1962 : Al otro lado de la ciudad d'Alfonso Balcázar :
- 1962 : Le Désordre (Il disordine) de Franco Brusati : la mère d'Isabella et de Carlo
- 1962 : Quatre Femmes pour un héros (Homenaje a la hora de la siesta) de Leopoldo Torre Nilsson : Constance Fischer
- 1963 : Ophélia de Claude Chabrol : Claudia Lesurf
- 1963 : L'Autre femme (Quella terribile notte) de François Villiers : Annabel
- 1963 : El hombre de papel d'Ismael Rodríguez : l'Italienne
- 1963 : Le Castillan (El valle de las espadas) de Javier Setó
- 1963 : A la salida de Giancarlo Zagni (court métrage)
- 1965 : Humour noir (Umorismo nero), épisode La Corneille (La cornacchia) de Giancarlo Zagni : la veuve
- 1967 : Œdipe roi (Edipo re) de Pier Paolo Pasolini : Merope

#### Années 1970
- 1970 : La Stratégie de l'araignée (La strategia del ragno) de Bernardo Bertolucci : Draifa
- 1970 : Le Champignon (Fungus) de Marc Simenon : Linda Benson
- 1972 : L'Œil du labyrinthe (L'occhio nel labirinto) de Mario Caiano : Gerda
- 1972 : Le Professeur (La prima notte di quiete) de Valerio Zurlini : la mère de Petrovna
- 1973 : Lisa et le Diable (Lisa e il diavolo) de Mario Bava : la comtesse
- 1973 : Diario di un italiano (it) de Sergio Capogna : Olga
- 1974 : Tendre Dracula (ou La Grande trouille) de Pierre Grunstein : Héloïse
- 1974 : Le Pervers (No es nada, mamá, sólo un juego) de José María Forqué : Louise
- 1974 : L'Antéchrist (L'anticristo) d'Alberto de Martino : Irene
- 1975 : Ce cher Victor de Robin Davis : Anne
- 1975 : La Chair de l'orchidée (Un' orchidea rosso sangue) de Patrice Chéreau : la folle de la gare
- 1975 : Il caso Raoul de Maurizio Ponzi : Elsa
- 1976 : Le Pont de Cassandra (The Cassandra Crossing) de George Pan Cosmatos : Mrs. Chadwick
- 1976 : Le Jeu du solitaire de Jean-François Adam : Germaine
- 1976 : 1900 de Bernardo Bertolucci : Ida Cantarelli Pioppi
- 1977 : Suspiria de Dario Argento : Miss Tanner
- 1977 : Berlinguer ti voglio bene de Giuseppe Bertolucci : Madame Cioni
- 1978 : Le Crime du siècle (Indagine su un delitto perfetto) de Giuseppe Rosati : Lady Clémentine de Revere
- 1978 : Porco mondo de Sergio Bergonzelli : Teresina
- 1978 : Un cœur simple (Un cuore semplice) de Giorgio Ferrara : Mathilde Aubin
- 1978 : La Petite Sœur du diable (Suor Omicidi) de Giulio Berruti : la mère supérieure
- 1979 : La luna de Bernardo Bertolucci : la mère de Giuseppe
- 1979 : Zoo zéro d'Alain Fleischer : Yvonne, la mère
- 1979 : Le Bailli de Greifensee (Der Landvogt von Greifensee) de Wilfried Bolliger : Marianne

#### Années 1980
- 1980 : Aquella casa en las afueras d'Eugenio Martín : Isabel
- 1980 : Inferno de Dario Argento : Carol, la gardienne
- 1981 : La Chute des anges rebelles (La caduta degli angeli ribelli) de Marco Tullio Giordana : Bettina
- 1981 : Une saison de paix à Paris (Sezona mira u Parizu) de Predrag Golubović :
- 1982 : Sogni mostruosamente proibiti de Neri Parenti : la mère de Marina
- 1985 : Aspern d'Eduardo de Gregorio : Juliana Bartes
- 1985 : Segreti segreti de Giuseppe Bertolucci : Gina
- 1987 : Le Jupon rouge de Geneviève Lefebvre : Bacha
- 1988 : À notre regrettable époux de Serge Korber : Catarina

#### Années 1990
- 1991 : La bocca (it) de Luca Verdone : Comtesse Bianca Rospigliosi
- 1991 : Zitti e mosca (it) d'Alessandro Benvenuti : Clara
- 1993 : Le Long Silence (Il lungo silenzio) de Margarethe von Trotta : la mère de Carla
- 1993 : Bugie rosse (it) de Pierfrancesco Campanella (it) : Caterina, la mère d'Andrea
- 1995 : Romance sur le lac (A Month by the Lake) de John Irvin : signora Fascioli
- 1996 : Fatal Frames - Fotogrammi mortali (it) d'Al Festa (it) : Comtesse Alessandra Mirafiori
- 1999 : Le Doux Bruit de la vie (Il dolce rumore della vita) de Giuseppe Bertolucci : la grand-mère de Sofia

#### Années 2000
- 2001 : L'Amour probablement (L'amore probabilmente) de Giuseppe Bertolucci : elle-même
- 2002 : Semana santa de Pepe Danquart : Doña Catalina

### Actrice de télévision
- 1968 : L'amore in tutte le sue espressioni d'Alida Valli (documentaire)
- 1974 : Il consigliere imperiale de Sandro Bolchi (série TV) :
- 1975 : Bertolucci secondo il cinema de Gianni Amelio (documentaire)
- 1978 : Les Grandes conjurations : Le Tumulte d'Amboise de Serge Friedman (série TV) : Catherine de Médicis
- 1980 : Eredità della priora d'Anton Giulio Majano (mini série) : la prieuré
- 1985 : Hitchcock: il brividio del genio de Francesco Bortolini :
- 1989 : Il piccolo mondo antico de Salvatore Nocita (série TV) : la marquise Maironi
- 1993 : Delitti privati (it) de Sergio Martino (feuilleton télévisé) : Matilde Pierboni
- 2000 : Vino santo (de) (Es lebe die Liebe, es lebe der Wein) de Xaver Schwarzenberger (téléfilm) : Sveva

## Théâtre
- 1956 : La casa dei Rosmer, de Henrik Ibsen, avec Alida Valli, Raoul Grassilli, Tino Buazzelli, Andrea Bosic, Compagnia Alida Valli, mise en scène de Giancarlo Zagni, Teatro Biondo di Palermo il 5 gennaio 1956.
- 1968 : Epitaffio per George Dillon, de John Osborne et Anthony Creighton, avec Renato De Carmine, Alida Valli, Lina Volonghi, Ottavio Fanfani, mise en scène de Fulvio Tolusso, Teatro Metastasio di Prato
- 1967 : Uno sguardo dal ponte, de Arthur Miller, avec Raf Vallone, Alida Valli, Delia Boccardo, Massimo Foschi, Lino Capolicchio, Lucio Rama, mise en scène de Raf Vallone, Teatro Municipale di Reggio Emilia
- 1969 : Il dio Kurt, de Alberto Moravia, avec Luigi Proietti, Alida Valli, Luigi Diberti, Ugo Maria Morosi, mise en scène de Antonio Calenda, Teatro Comunale dell'Aquila
- 1973 : Il gabbiano, de Anton Čechov, avec Carlo Simoni, Alida Valli, Roldano Lupi, Ernesto Calindri, mise en scène de Fantasio Piccoli, Teatro San Babila di Milano
- 1972 : Le Massacre à Paris de Christopher Marlowe, mise en scène de Patrice Chéreau, Théâtre national populaire Villeurbanne
- 1988 : La città morta, de Gabriele D'Annunzio, avec Giulio Brogi, Alida Valli, Raffaella Azim, Aldo Reggiani, mise en scène de Aldo Trionfo, Teatro Sociale Lecco

## Distinctions
- 1941 : Prix spécial de la meilleure actrice de l'année à la Mostra de Venise pour Le Mariage de minuit (Piccolo mondo antico)
- 1947 : Ruban d'argent de la meilleure actrice principale pour Eugénie Grandet (Eugenia Grandet)
- 1964 : Chevalier des Arts et des Lettres de la France
- 1982 : David di Donatello de la meilleure actrice dans un second rôle pour La Chute des anges rebelles (La Caduta degli angeli ribelli)
- 1989 : Prix international Lumière pour la carrière
- 1990 : Laurea ad Honorem de la Terza Università de Rome
- 1991 : David di Donatello spécial pour la carrière
- 1996 : Tableau d'or pour la carrière au Festival du film de Flaiano
- 1997 : Lion d'or pour la carrière à la Mostra de Venise pour sa contribution au monde du cinéma
- 2001 : Prix Vittorio De Sica du président de la République italienne
- 2003 : Prix Bacchelli pour sa carrière au cinéma et au théâtre par le Conseil des ministres de la République italienne